# Colonie de Wessagusset
La colonie de Wessagusset (parfois appelée colonie de Weston ou colonie de Weymouth) est une colonie anglaise éphémère en Nouvelle-Angleterre, située à l'emplacement actuel de la ville de Weymouth au Massachusetts. Elle fut fondée en août 1622 par entre cinquante et soixante colons mal préparés pour la vie coloniale, sans provisions adéquates, et a été dissoute à la fin mars 1623 après que les relations avec les Amérindiens de la région se sont dégradées. Les colons survivants ont rejoint la colonie de Plymouth ou sont retournés en Angleterre.